# Tümer Metin
Tümer Metin, né à Zonguldak le 14 octobre 1974, est un footballeur turc.
Ayant commencé sa carrière à Yildizgücü avec les minimes, jeunes, et équipe première. Il est transféré à Eresamspor pour 10 000 $. Après avoir joué trois ans dans ce club, il est transféré à Zonguldakspor.
En 1997, il part de Zonguldakspor vers Samsunpor et joue 4 ans dans ce club, puis est transféré à Besiktas avec Ilhan Mansiz qui lui vient aussi de là.
Après avoir joué cinq saisons sous le maillot noir et blanc, il est transféré en 2006 à Fenerbahce pour un montant de 1 500 000 $ et signe un contrat de trois ans. Ses bonnes performances le font sélectionner en l'équipe nationale de Turquie.
Il joue 14 fois sous les couleurs turques, mais ne marque que cinq fois.
Il est transféré en janvier à Larissa (Grèce) ; après une bonne performance de la Turquie à l'EURO 2008 il revient à Fenerbahce

## Carrière
- 1990-1993 : Yıldızgücü
- 1993-1996 : Eresamspor (Kilimli Bld. Spor Olarakda Geçer)
- 1996/1997 : Zonguldakspor
- 1997/1998 : Samsunspor
- 1998/1999 : Samsunspor 3 matchs 4 buts
- 1999/2000 : Samsunspor 23 matchs 2 buts
- 2000/2001 : Samsunspor 31 matchs 11 buts
- 2001/2002 : Beşiktaş 30 matchs 12 buts
- 2002/2003 : Beşiktaş 29 matchs 10 buts
- 2003/2004 : Beşiktaş 31 matchs 11 buts
- 2004/2005 : Beşiktaş 28 matchs 10 buts
- 2005/2006 : Beşiktaş 30 matchs 10 buts
- 2003/2004 : Beşiktaş 31 matchs 11 buts
- 2006/2007 : Fenerbahçe 31 matchs 9 buts
- 2008- ... : AEL Larissa 10 matchs 9 but
- 2008/2009 : Fenerbahce 2 matchs 0 but